# داوید جوریش
داوید جوریش (انگلیسی: Dávid Ďuriš؛ زادهٔ ۲۲ مارس ۱۹۹۹) بازیکن فوتبال اهل اسلواکی است.
از باشگاه‌هایی که در آن بازی کرده‌است می‌توان به باشگاه فوتبال ژیلینا اشاره کرد.
وی همچنین در تیم‌های ملی فوتبال زیر ۲۱ سال اسلواکی و اسلواکی بازی کرده‌است.